# Alexandra Lange
Alexandra Lange (n. 1951) este o actriță germană, care a făcut dublaj în peste 1000 de filme, printre care și filme din seria Star Trek.
Ea a studiat la HdK în Hamburg, vorbește cursiv limba germană, engleză și spaniolă.

## Dublaj al actrițelor
Margot Kidder, Cassandra Peterson, Nancy Allen, Catherine Alric, Kim Basinger, Donna Kei Benz, Caroline Blakiston, Clarissa Burt, Barbara Carrera, Veronica Cartwright, Joanna Cassidy, Caroline Cellier, Stockard Channing, Cher, Lois Chiles, Claudette Colbert, Donna Dixon, Leslie Anne Down, Mia Farrow, Fenella Fielding, Greta Garbo, Susan George, Sharon Gless, Karen Lynn Gorney, Serena Grandi, Leigh Hamilton, Linda Hamilton, Katie Hanley, Randee Heller, Claire Higgins, Persis Khambatta, Nancy Loomis, Elizabeth McGovern, Wendy Morgan, Daria Nicolodi, Valerie Perrine, Stacey Pickren, Victoria Racimo, Katharine Ross, Akushula Selayah, Deborah Shelton, Martha Smith, Laurette Spang, Anita Strindberg, Lindsay Wagner, Esther Williams, Susan Wooldridge, Sharon Gless, Margot Kidder, Barbara Babcock, Mary Beth Barber, Morgan Fairchild, Fiona Fullerton, Susan Gibney, Leann Hunley, Lillian Hurst, Salome Jens, Stepfanie Kramer, Piper Laurie, Tannis Montgomery, Anne Schedeen, Connie Sellecca, Sheree J. Wilson, Jane Wymark